# Cloud Chamber
Cloud Chamber ist eine Gruppe von Performancekünstlern, die zwischen 1985 und 2001 in Amsterdam ansässig waren. Ron Bunzl, Boris Gerrets, Désirée Delauney und José Luis Grecos bildeten die Künstlergruppe Cloud Chamber. Die Performances schließen Tanz, Musik, Dichtung, Malerei, Environment, Film und Video ein.
Gezeigt wurden die Performances international: Museu Calouste Gulbenkian, Lissabon; documenta 8, Kassel; Eurodance Festival Mülhausen; Holland Festival, Amsterdam; Lincoln Center, New York City.